# Ivan Grubaš (kartograf)
Ivan Grubaš (Grubas, Giovanni B. V. M.), (? Mleci, druga pol. 18. st. – Mleci, oko pol. 19. st.), hrvatski pomorski pisac i kartograf, podrijetlom iz peraške obitelji Grubaš.
Radio je u Mlecima kao mornarički peljar. Autor je plovidbenog priručnika na talijanskom jeziku iz 1833. godine. Udžbenik je iz praktične navigacije i hidrografije. Novi obalni peljar Jadranskoga mora (Nuovo costiere del Mare Adriatico) Obogaćen je s podatcima i za hrvatsku obalu.
Starija literatura Ivanova djela pripisuje kapetanu Antunu Grubašu, a postojale su i dvojbe.
Ivan Grubaš autor je zemljovida Sredozemlja koji je 1801. izradio u bakrorezu. Sadrži planove sredozemnih luka. Izradio je i zemljovid Jadranskoga mora (oko 1833.) i zemljovid Venecijanskoga zaljeva koji nije prihvaćen jer nije sadržavao točne podatke i jer ispravni podatci nisu bili potpuni.

## Vanjske poveznice
- Ivan Grubaš Hrvatska tehnička enciklopedija, portal hrvatske tehničke baštine. LZMK